# Ist der Ruf erst ruiniert … (Album)
Ist der Ruf erst ruiniert … ist das dritte Studioalbum der deutschen Girlgroup Tic Tac Toe. Es erschien am 29. Mai 2000 bei Sony BMG. Das Album beinhaltet neben drei als Single veröffentlichten Liedern noch acht weitere Titel.
Das Album erschien ungefähr drei Jahre nach der Trennung der Gruppe. Grund dafür war die Pressekonferenz, die Tic Tac Toe im November 1997 gaben. Nach Veröffentlichung dieses Albums trennten sie sich erneut und kehrten 2005 nochmals mit dem Album Comeback zurück. Ist der Ruf erst ruiniert … erreichte die Plätze 34 (Deutschland), 26 (Österreich) und 92 (Schweiz) und konnte somit nicht an die früheren Erfolge anknüpfen.

## Titelliste
| #   | Titel                                           | Länge |
| --- | ----------------------------------------------- | ----- |
| 1.  | Ist der Ruf erst ruiniert… (Single-Version)     | 3:42  |
| 2.  | Sein                                            | 3:50  |
| 3.  | Es tut mir leid                                 | 3:43  |
| 4.  | Fick’ dich selber                               | 3:36  |
| 5.  | 0190                                            | 3:55  |
| 6.  | Halt mich fest                                  | 3:39  |
| 7.  | Morgen ist Heute schon gestern (Single-Version) | 4:28  |
| 8.  | Alles O.K.                                      | 3:42  |
| 9.  | Lästern                                         | 3:49  |
| 10. | Bla Bla                                         | 3:44  |
| 11. | Isch liebe disch (Single-Version)               | 3:24  |

## Singleauskopplungen
Ist der Ruf erst ruiniert … erschien als erste Singleauskopplung und belegte in Deutschland Platz 27 der Charts, wo der Song sich neun Wochen hielt. Isch liebe disch kam am 14. August 2000 als zweite Single auf den Markt. Sie erreichte in Deutschland Platz elf der Charts und verließ diese nach 16 Wochen. In Österreich debütierte der Song auf Rang sechs. Hier hielt sich das Stück 13 Wochen. In der Schweiz belegte Isch liebe disch Position 38 und fiel nach acht Wochen aus der Hitparade. Morgen ist heute schon gestern wurde als letzte Single veröffentlicht. Sie erreichte in Deutschland Platz 96 der Charts und hielt sich dort vier Wochen.

## Rezeption
Joachim Gauger erklärte in einer Kritik für laut.de, dass wuchtige Synthesizer-Flächen, schneidige Gitarren und ein tief brummelnder Bass die eingängigen Zutaten wären, die das Comeback der Band zunächst nicht ganz aussichtslos erscheinen ließen. Morgen ist heute schon gestern gehöre allerdings zu den Totalausfällen. Zudem könne Sara die ausgestiegene Ricky nicht ersetzen. Gauger sagte auch, dass aus Rotznasen erwachsene Frauen geworden seien und ihnen der pubertäre Trotz einfach nicht mehr so gut zu Gesicht stünde.